# AaPanel
aaPanel è un pannello di controllo per l'hosting web sviluppato da aaPanel Network Technology Co., Ltd. Progettato per semplificare la gestione dei server Linux, offre un'interfaccia grafica intuitiva e strumenti automatizzati per amministrare siti web, database, email, certificati SSL e firewall senza la necessità di conoscenze tecniche avanzate.

## Storia
aaPanel è stato rilasciato per la prima volta nell'agosto del 2014 come alternativa gratuita e leggera a pannelli commerciali come cPanel e Plesk. Nel 2020 è stato incluso nel DigitalOcean Marketplace, offrendo installazione automatica sui server cloud. Nel 2023, il provider europeo PQ Hosting ha pubblicato una guida introduttiva evidenziando le funzionalità automatiche e il supporto per plugin open-source. Nel 2024, lo sviluppatore G. Kibria ha pubblicato una recensione tecnica dal punto di vista di un developer.
Secondo il sito ufficiale, al 2025 aaPanel è stato installato su oltre 3,6 milioni di server nel mondo.

## Funzionalità
- Installazione con un clic degli ambienti LAMP o LNMP
- Gestione di siti web e domini
- Supporto per database MySQL e PostgreSQL
- Certificati SSL gratuiti tramite Let's Encrypt
- Cron job e backup automatici
- Gestione del firewall e protezione con Fail2ban
- Pannello multilingue e supporto plugin

## Riconoscimenti
- DigitalOcean Marketplace[1]
- PQ Hosting[2]
- G. Kibria Blog[3]